# Říkadlo
Říkadlo je žánr lidové slovesnosti. Jde o krátká většinou dětská rčení založená na jedné straně na rytmickém textu a na potlačení sémantiky (říkadla poskytují příjemný rytmický zvuk, často nedávají žádný smysl a obsahují slova, která nic neznamenají), na druhé straně vycházející ze záměrné hry s významy slov a z toho plynoucí komiky. 

## Funkce říkadel
Říkadla mají v dětském životě nejrůznější funkce:
- Doprovázející hru dospělého s dítětem (např. „Paci, paci, pacičky“, „Koulela se brambora“, „Houpy, houpy, kočka snědla kroupy“).
- Provázejí dětské hry (např. Zlatá brána, Kolo, kolo mlýnský).
- Slouží jako podklad činností (např. „Otloukej se, píšťaličko“). Tato funkce spočívá v tom, že zvuk verše je pro dítě přitažlivý a umožní mu i přes krátkodobou koncentraci setrvat potřebnou dobu u činnosti, která je jinak fádní a zdlouhavá.
- Mají i magickou funkci, která se uplatňuje hlavně u zaříkadel a souvisí s dětskou vírou v nadpřirozené síly a v čarovnou moc tajemných slov.
- Pomáhají dětem rozvíjet slovní zásobu.
- Opakováním říkadel děti trénují paměť a koncentraci.

## Sbírky říkadel
Lidová říkadla byla a jsou často vydávána v knižní formě, např.:
- Karel Jaromír Erben: Prostonárodní české písně a říkadla (1864)[1]
- Kolo, kolo mlýnský (Praha, 1997)[2]

Tvorbě umělých říkadel se věnují i uznávaní básníci, např.:
- Josef Kainar: Říkadla (Praha, 1961)[3]
- Jiří Žáček: Kdo si se mnou bude hrát? (Praha, 1961)[4]

Sbírky říkadel ilustrují významní výtvarníci jako Josef Lada, Jiří Trnka, Zdeněk Seydl a mnoho dalších.